# 湖滨街道 (齐齐哈尔市)
湖滨街道是中国黑龙江省齐齐哈尔市龙沙区下辖的一个街道，位于齐齐哈尔市中心城区西部，龙沙区北部，濒临嫩江，与五龙街道相连，南与江安街道为邻。湖滨街道下辖一厂、二厂、滨湖、湖西、园艺、葫芦头6个社区。